# Архиепархия Чунцина
Архиепархия Чунцина (лат. Archidioecesis Ciomchimensis; кит. трад. 重慶總教區) — архиепархия Римско-Католической Церкви, находящаяся в Чунцине, Китай. В архиепархию Чунцина входят епархии Чэнду, Цзядина, Кандина, Нинъюань, Шуньцина, Суйфу, Вансяня.

## История

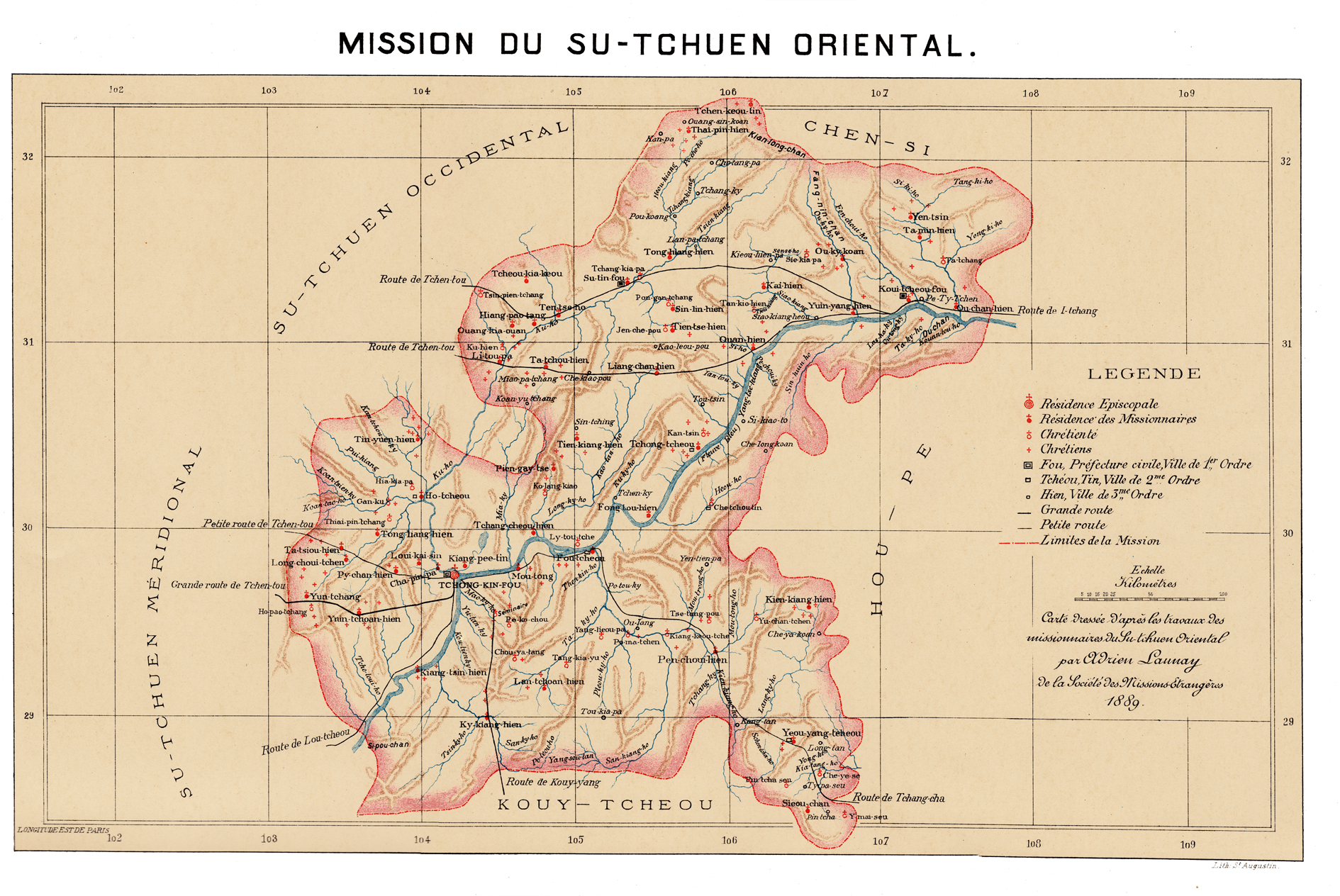
Карта миссии Восточного Сычуани

2 апреля 1856 года Святой Престол учредил апостольский викариат Восточного Сычуаня, выделив его из апостольского викариата Сычуаня. На территории апостольского викариата Восточного Сычуаня в это время работали 9 европейских и десять китайских священников из Парижского общества заграничных миссий. Первым ординарием апостольского викариата Восточной Сычуани был епископ Desflèches, который был ординарием этого викариата с 1844 по 1847 гг. В это время христианам в Китае запрещалось проповедовать христианство, только после франко-китайской войны 1860 года христиане получили свободно проповедовать свою веру. Через некоторое время в Китае вновь начались более жестокие гонения на христиан. В 1873 году были убиты многие священники, работавшие в апостольском викариате Восточной Сычуани. В 1886 году здания викариата и церкви в Чунцине были разрушены повстанцами.
3 декабря 1924 года апостольский викариат Восточного Сычуаня был переименован в апостольский викариат Чунцина. 2 августа 1929 года апостольский викариат Чунцина передал часть своей территории для образования нового апостольского викариата Вансяня (сегодня — Епархия Вансяня).
11 апреля 1946 года Римский папа Пий XII издал буллу «Quotidie Nos», которой преобразовал апостольский викариат Чунцина в архиепархию Чунцина.

## Ординарии епархии
- епископ Эжен-Жан-Клод-Жозеф Дефлеш M.E.P. (2.04.1856 г. — 20.02.1883 г.), ординарий апостольского викариата Восточного Сычуаня;
- епископ Эжен-Поль Купа (20.02.1883 г. — 26.01.1890 г.), ординарий апостольского викариата Восточного Сычуаня;
- священник Лоран Блеттери (2.09.1890 — 17.08.1891), ординарий апостольского викариата Восточного Сычуаня;
- епископ Селестен-Феликс-Жозеф Шувеллон (25.09.1891 г. — 11.05.1924 г.), ординарий апостольского викариата Чунцина;
- епископ Луи-Габриэль-Ксавье Цзанцен (16.02.1925 г. — 11.04.1946), ординарий апостольского викариата Чунцина;
- архиепископ Луи-Габриэль-Ксавье Цзанцен (11.04.1946 г. — 24.10.1950 г.), ординарий архиепархии Чунцина;
- с 24.10.1950 года по настоящее время кафедра вакантна.

## Статистика
На конец 1950 года из 11 500 000 человек, проживающих на территории епархии, католиками являлись 37 608 человек, что соответствует 0,3 % от общего числа населения епархии.
| год  | население | население  | население | священники | священники        | священники         | священники                           | постоянные диаконы | монахи  | монахи  | приходы |
| год  | католики  | всего      | %         | всего      | белое духовенство | черное духовенство | число католиков на одного священника | постоянные диаконы | мужчины | женщины | приходы |
| ---- | --------- | ---------- | --------- | ---------- | ----------------- | ------------------ | ------------------------------------ | ------------------ | ------- | ------- | ------- |
| 1950 | 37.608    | 11.500.000 | 0,3       | 85         | 85                | —                  | 442                                  | —                  | 6       | 114     | 42      |

## Источник
- Annuario Pontificio, Libreria Editrice Vaticana, Città del Vaticano, 2003, ISBN 88-209-7422-3
- Булла Quotidie Nos Архивная копия от 27 марта 2010 на Wayback Machine, AAS 38 (1946), стр. 301